# Brandwag
Brandwag (a volte anche Brandwacht) è un centro abitato sudafricano situato nella municipalità distrettuale di Eden nella provincia del Capo Occidentale, a nord della città di Mosselbaai.